# یوزفوو (شهرستان بژژینه)
یوزفوو (به لهستانی:  Józefów) یک روستا در لهستان است که در گمینا روگوو واقع شده‌است.